# جون تايت الابن
 جون تورنس تيت الابن (بالإنجليزية: John Torrence Tate)‏ من مواليد 13 مارس 1925، عالم رياضيات أمريكي حاصل على جائزة أبيل لعام 2010 وهو بروفيسور فخري في جامعة هارفارد. تركز عمله على نظرية الأعداد الجبرية والهندسة الجبرية.